# 北砂七丁目質店経営者夫婦強盗殺人事件
北砂七丁目質店経営者夫婦強盗殺人事件（きたすなななちょうめしちてんけいえいしゃふうふごうとうさつじんじけん）は、2002年（平成14年）12月に東京都江東区で質屋を経営する夫婦が店舗兼自宅で殺害された強盗殺人事件。現在も捜査中の未解決事件となっている。

## 概要
2002年（平成14年）12月10日午前10時25分ごろ、江東区北砂7丁目の店舗兼自宅で同じ敷地の別棟に住む夫婦の家族が夫婦と連絡が取れないことを心配し、合鍵を使って室内に入ったところ、夫婦が寝室で頭から血を流して倒れて死亡しているのを発見した。
室内に物色された形跡があることから警視庁刑事部捜査第一課は強盗殺人事件と断定。城東警察署に特別捜査本部を設置して捜査を開始した。
事件発生前の12月8日は深夜から雪が降り始め、9日の夕方には小降りになったものの、東京都内では記録的な大雪となった。そのため、電車が運休して一部の学校が休校するなど交通機関は終日混乱した。事件が発覚する前日の12月9日の午後9時頃、近所の会合から帰る2人の元気な姿が確認されており、これが最後の目撃情報となっている。また、翌日の午前10時頃に信用金庫の職員が質屋を訪れたが、2人から応答はなかった。
2人は1984年（昭和59年）8月に質店を開業。質店を経営する傍らアパートや駐車場を所持していたため、近隣では資産家として知られていた。

## 捜査経過
発見時、2人はパジャマ姿でベッド脇に倒れており、頭部に鈍器で複数回殴打された跡があった。そのため、犯人は2人の寝込みを襲った可能性が高いと見られる。
凶器は寝室から発見された70〜80センチ、約5キロの象牙の置物で、普段は床の間に飾られていた。室内はロッカーや整理ダンスが荒らされるなど執拗に物色した形跡があった。
犯人は風呂場の窓ガラスを「突き破り」という手口を使って割った上で「戸外し」と言う手口で窓枠を外し、土足で室内に侵入したとみられる。また、ドアには足で蹴飛ばした運動靴の跡があった。
事件数日前には施錠していた裏門が開錠される被害が発生し、南側の雨戸には何者かが取り外そうとした痕跡が残っていた。
この事から警視庁は盗みのプロが事前に下見を行った上で人目につかない風呂場を侵入口として選び、一連の犯行に及んだと見て捜査を継続している。また、体が不自由な妻まで殺害していることから夫婦と面識のある人物の可能性も考慮して捜査をしている。
2006年（平成18年）12月25日、遺族は事件解決に繋がる有力情報を提供した者に懸賞金200万円を提供することを決めた。
2007年（平成19年）12月14日、第5回捜査特別報奨金制度の対象となった。捜査特別報奨金制度の期限が切れた後も遺族は私的懸賞金300万円を用意して情報提供を呼びかけている。